# توم بلانشارد
توم بلانشارد (بالإنجليزية: Tom Blanchard)‏ هو لاعب كرة قدم أمريكية أمريكي، ولد في 28 مايو 1948 في غرانتس باس في الولايات المتحدة.

## وصلات خارجية
- توم بلانشارد على موقع مرجع كرة القدم المحترفة.كوم (الإنجليزية)